# East Branch River John
East Branch River John – ramię rzeczne (branch) w kanadyjskiej prowincji Nowa Szkocja, w hrabstwie Pictou, płynące w kierunku zachodnim i uchodzące do River John; nazwa urzędowo zatwierdzona 22 marca 1926.